# 比于卡达
比于卡达（土耳其语：Büyükada，意为大岛, Prinkipos)是土耳其伊斯坦布尔省伊斯坦布尔东南马尔马拉海中王子群岛9个岛屿中最大的一个岛屿，也是属于岛屿区的一个社区，面积约2平方英里（5平方）。岛上人口约7,000人，岛上禁止驾驶机动车，因此游客必须步行、租用自行车或搭乘马车。

## 地理
比于卡达有两座山峰，距离渡轮码头较近的名为耶稣山（土耳其语：İsa Tepesi，希腊语：Hristos，Χριστός, 耶稣基督），山顶是巨大的木质建筑，原希腊孤儿院，现已荒废。另一座山上是圣乔治修道院（希腊语Άγιος Γεώργιος，Agia Yorgi），是一处观景胜地。两山之间的山谷是圣尼古拉教堂和修道院。

## 历史

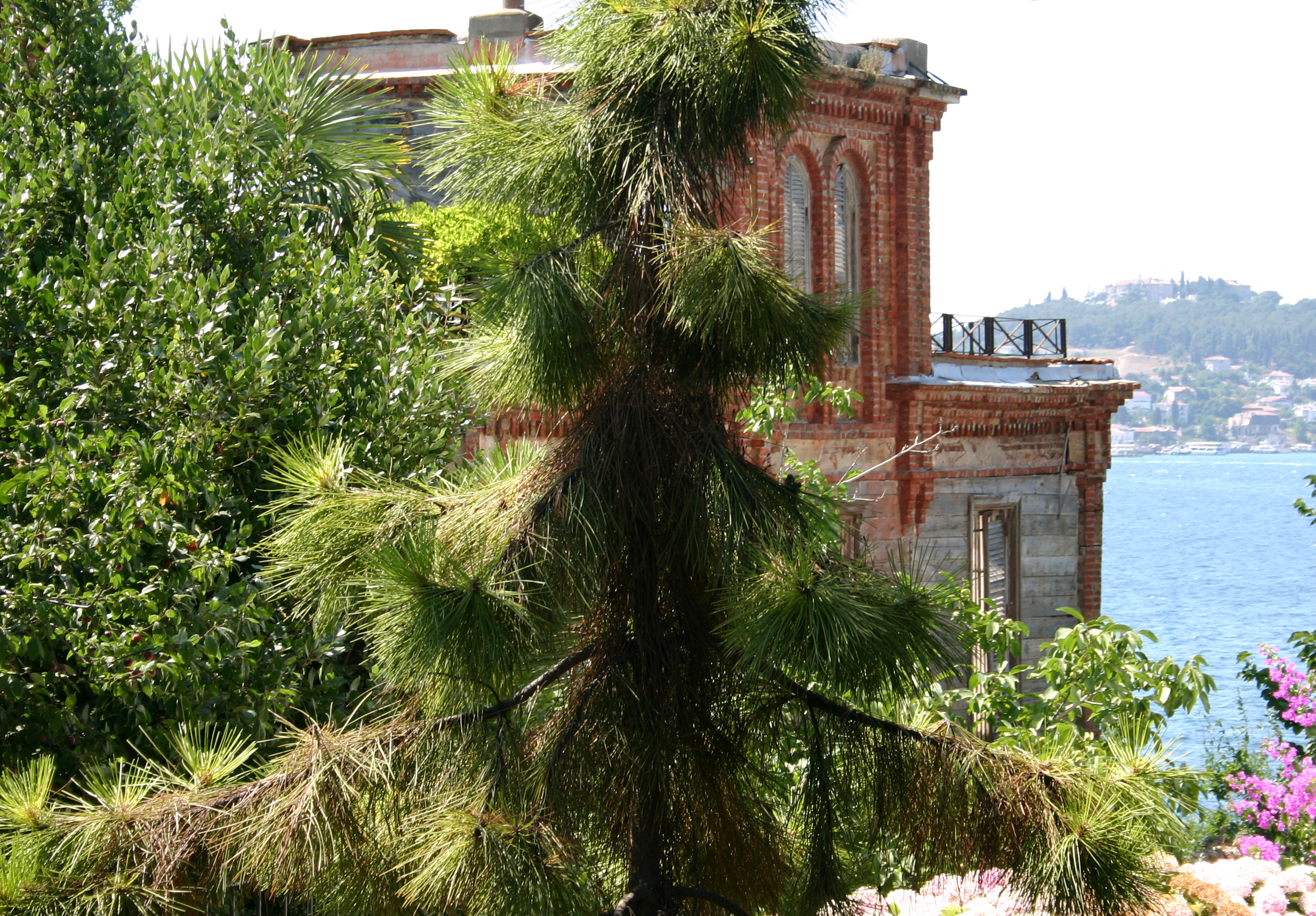
托洛茨基故居

拜占庭皇帝查士丁二世于569年在比于卡达建造了宫殿和修道院。拜占庭的伊琳娜女皇、优芙洛西尼皇后、塞奧法諾皇后、佐伊女皇和Anna Dalassena都曾被放逐到比于卡达的一所修女院。阿卜杜勒-哈米德二世在岛上兴建了圣 Dimitrios 教堂和哈米德清真寺。
1929年，托洛茨基被苏联驱逐后，迁居比于卡达，直到1933年7月。
在20世纪上半叶，岛上有土耳其人, 希腊人, 犹太人和亚美尼亚人。

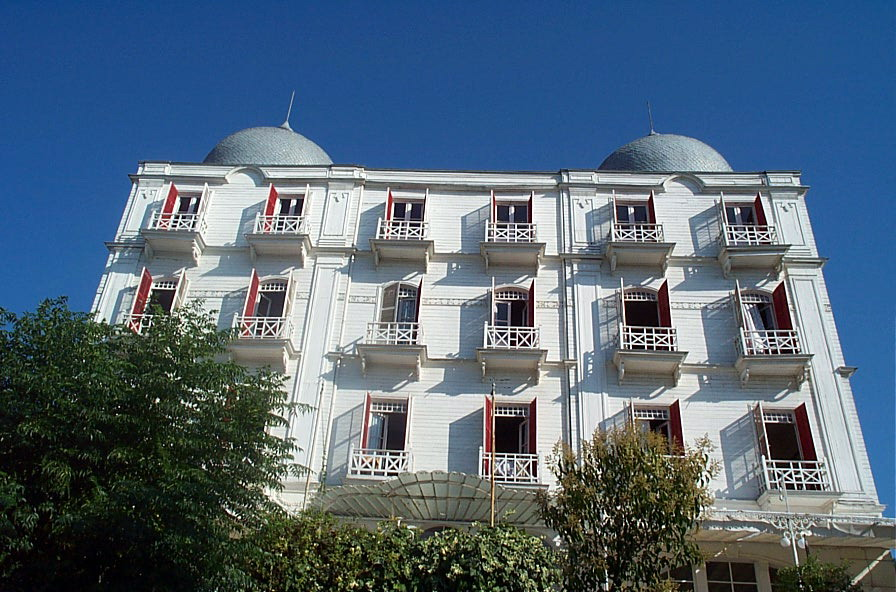

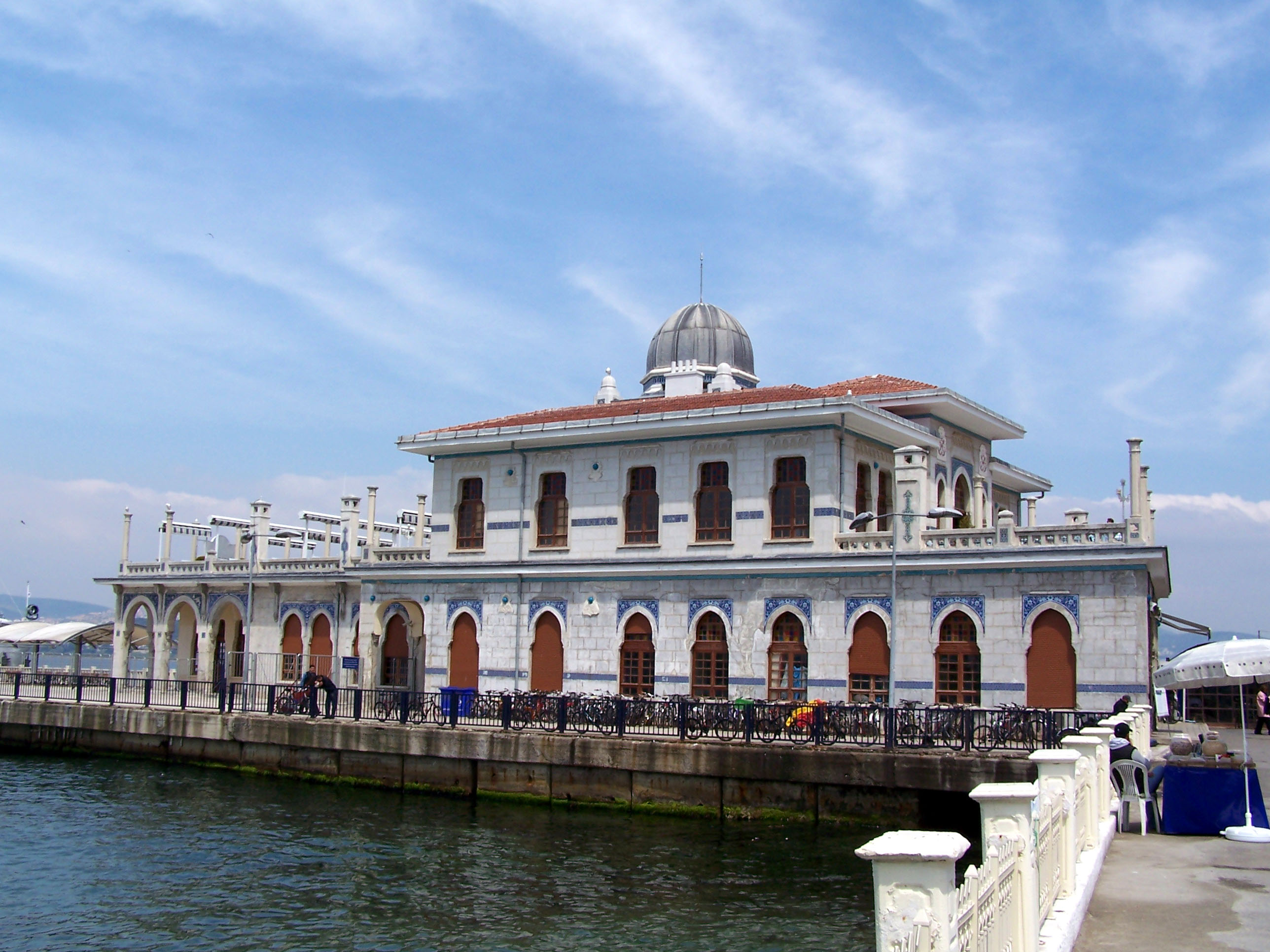
渡轮码头

## 名胜
在比于卡达，游客可以参观许多历史建筑, 包括古老的教堂、修道院和住宅，如希腊正教会的圣乔治修道院，可追溯到6世纪，还有方济各会教堂和亚美尼亚教堂。渡轮码头建于1899年，由亚美尼亚建筑师Mihran Azaryan设计。

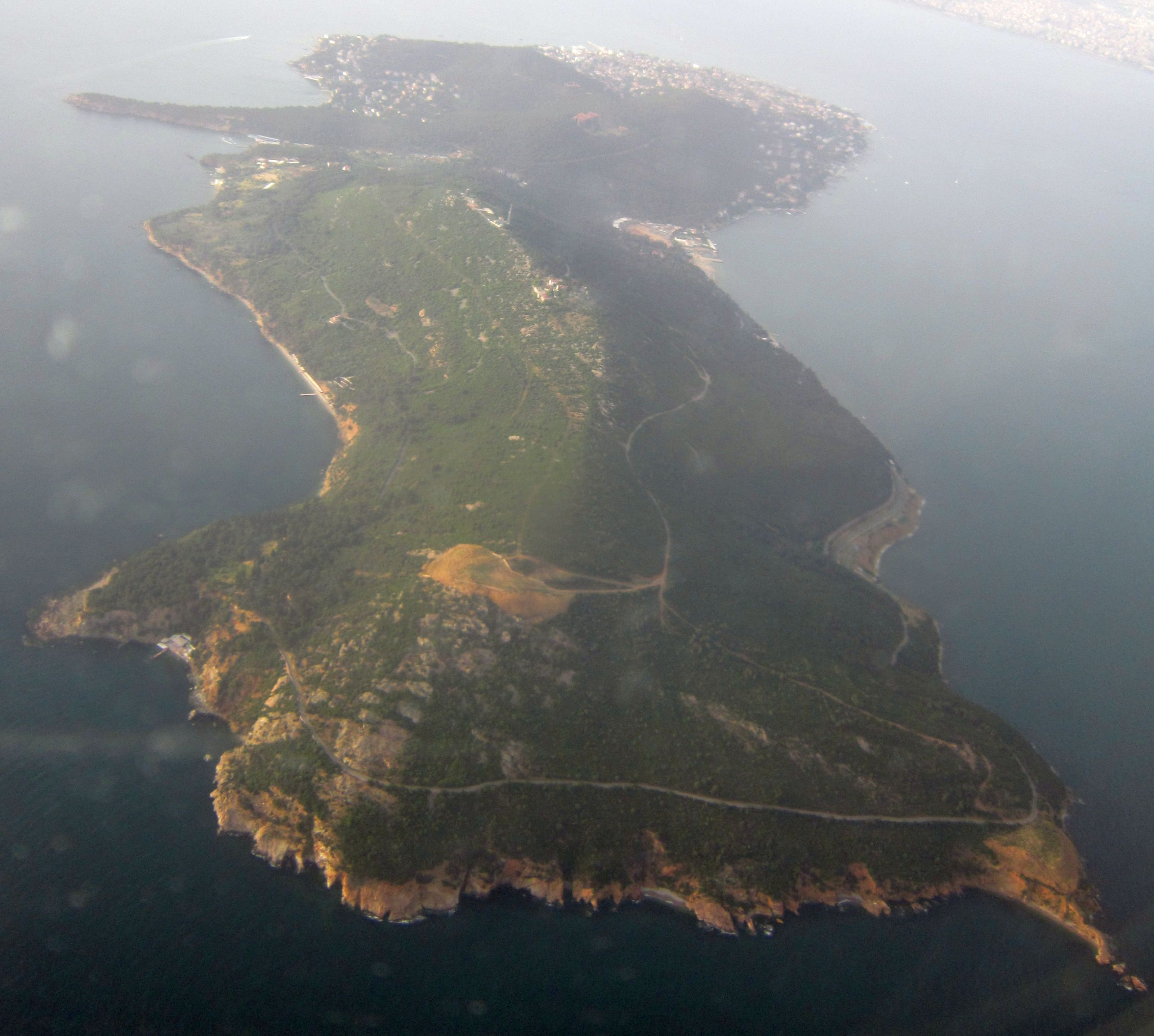
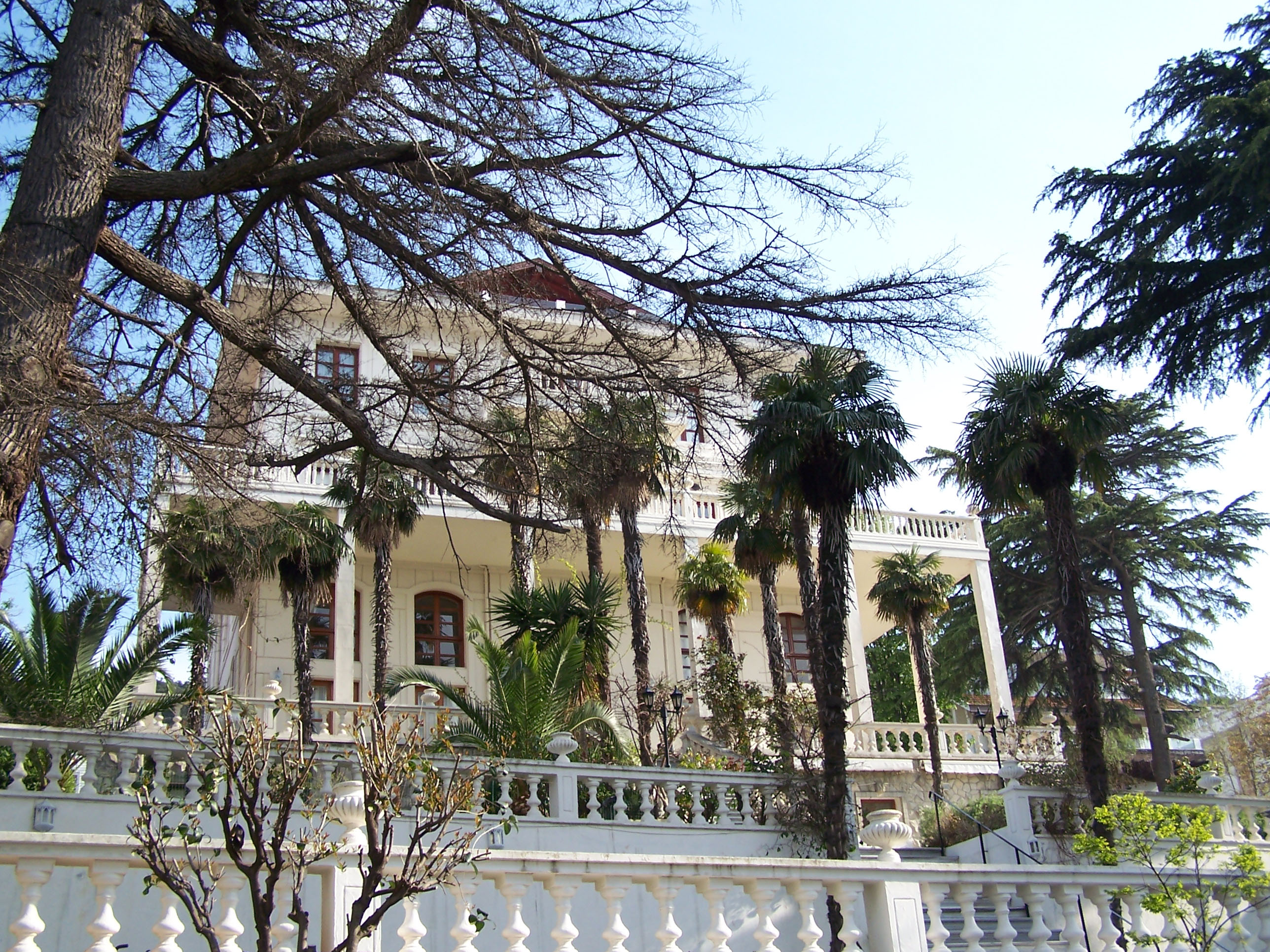
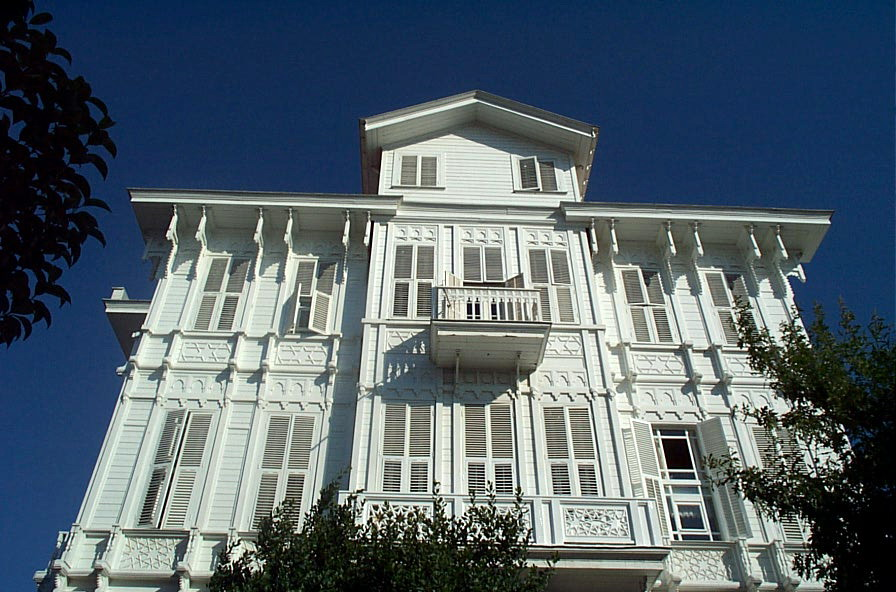
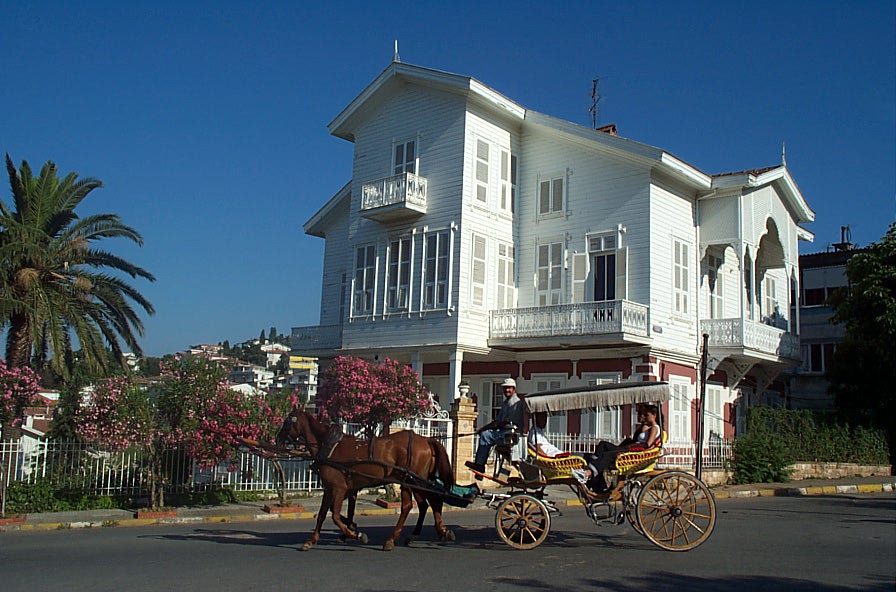
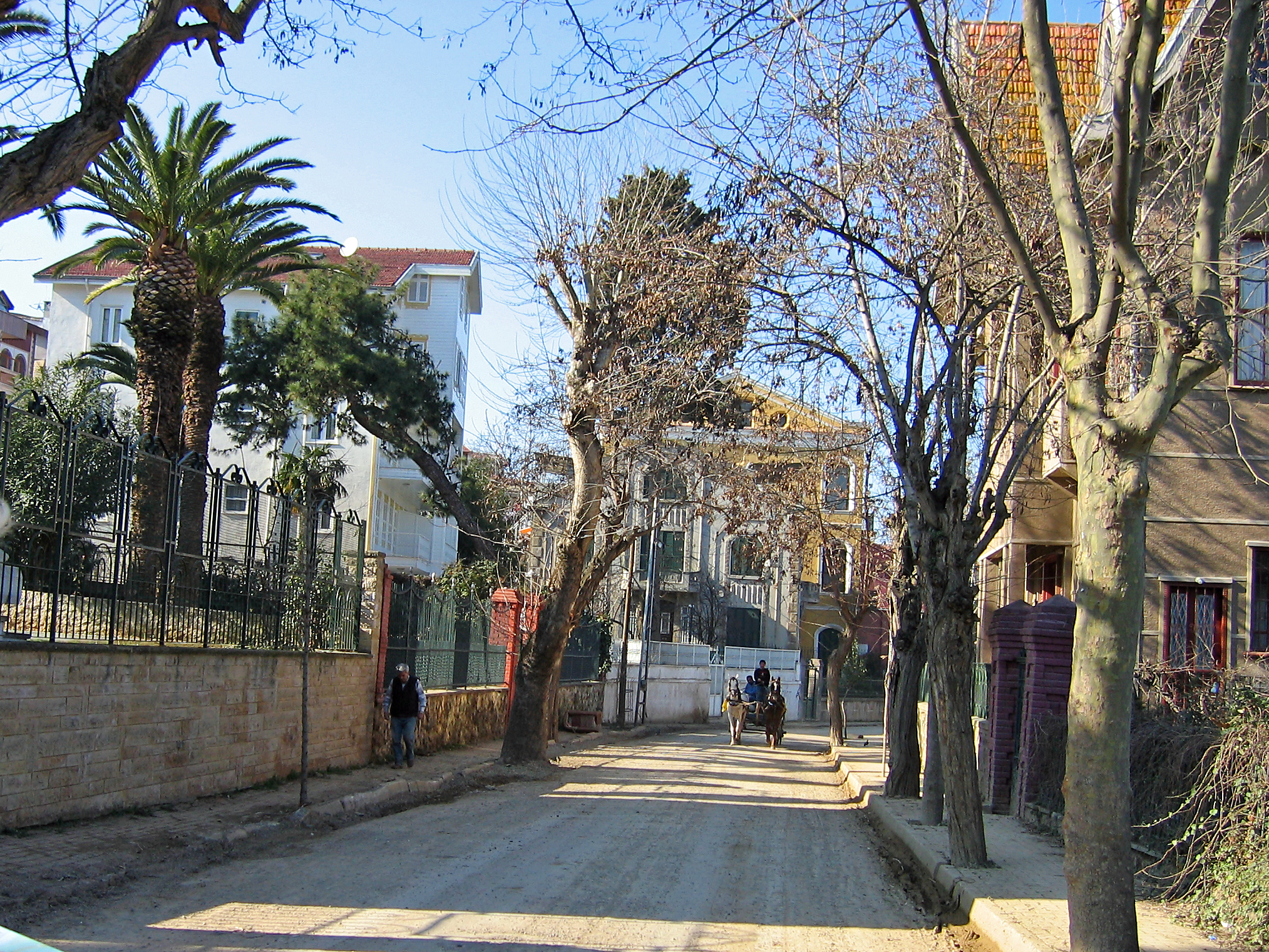